# Stadiochilus
Genre
Classification APG II (2003)
Stadiochilus R.M.Sm.,  est un genre de plantes à fleurs de la famille des Zingiberaceae décrite pour la première fois en 1980 par Rosemary Margaret Smith, dans les Notes du Jardin Botanique Royal d'Edinbourg . Le genre ne comprend qu'une seule espèce.
La distribution du genre Stadiochilus est au Nord de la Birmanie (Myanmar).
La seule espèce décrite dans ce genre est Stadiochilus burmanicus R.M.Sm.

## Liste d'espèces
Selon World Checklist of Selected Plant Families (WCSP) (14 sept 2011) :
- Stadiochilus burmanicus R.M.Sm., (1980).